# Jetpac Refuelled
Jetpac Refuelled é um jogo eletrônico de tiro em estilo arcade desenvolvido pela Rare e publicado pela Microsoft Studios. Foi lançado mundialmente no serviço Xbox Live Arcade em 28 de março de 2007. É o quarto da franquia Jetman e um remake do jogo Jetpac (1983) da Ultimate Play the Game para o ZX Spectrum. O jogo segue Jetman enquanto ele tenta reconstruir o seu foguete para explorar diferentes planetas, enquanto ao mesmo tempo se defende de alienígenas inimigos.
Detalhes de Jetpac Refuelled foram vazados em fevereiro de 2007, pouco antes da Rare anunciar o desenvolvimento, um mês depois. Durante o processo de desenvolvimento, a Rare tentou garantir que o jogo não fosse muito semelhante ao Jetpac original, mantendo a mecânica central. Em geral, recebeu críticas favoráveis após o lançamento. Os críticos elogiaram a atualização dos gráficos e a sua jogabilidade, mas criticaram a repetitividade e o modo multijogador. Posteriormente, foi relançado na compilação retrospectiva da Rare para Xbox One, Rare Replay (2015), juntamente com os três jogos originais de Jetman.

## Jogabilidade

Uma imagem estática da jogabilidade. Jetman deve coletar várias cápsulas de combustível antes de deixar este planeta

Jetpac Refuelled é um remake do Jetpac original com gráficos de alta definição revisados e com um total de 128 níveis. Também contém um modo competitivo no Xbox Live, tabelas de classificação e conquistas. Semelhantemente ao primeiro jogo, o jogador assume o controle de Jetman e é apresentado em um envoltório horizontal em torno do qual consiste em seis plataformas nas quais Jetman pode manobrar. Jetman tem que primeiro montar seu foguete, que surge em partes separadas que estão espalhadas ao redor de um mapa, e então o preenche com seis botijões de combustível antes de decolar para o próximo planeta, onde o procedimento é repetido. Além disso, Jetman tem que se defender dos alienígenas inimigos de cada planeta e coletar recursos valiosos, como ouro e platina, que ocasionalmente caem da atmosfera, para obter pontos de bônus.
A única arma utilizável de Jetman é seu laser. As atualizações de armas também podem surgir em torno de um mapa, que uma vez recolhido dará a Jetman várias atualizações para sua arma. As atualizações incluem uma maior propagação do fogo, projéteis mais rápidos ou danos maiores. O jogador inicia o jogo com três dispositivos nucleares, que uma vez usados irão eliminar todos os inimigos da tela. Jetman também tem a capacidade de impulsionar, o que o fará temporariamente se mover a uma velocidade muito mais rápida, embora os impulsos precisem de ser recarregados quando estiverem esgotados.
Jetpac Refuelled apresenta um modo multijogador que pode ser jogado offline usando uma tela dividida ou online via Xbox Live. Neste modo, o jogador tem que competir um contra um em uma corrida para construir e reabastecer sua nave antes que seu oponente o faça. O combustível e os foguetes podem ser roubados dos oponentes atirando neles ou usando pulsos eletromagnéticos de curto alcance. As vidas são ilimitadas no modo multijogador e o vencedor é determinado pela pontuação mais alta. Uma versão do Jetpac original de 1983 também está incluída no jogo.

## Desenvolvimento
Não queríamos transformá-lo em um jogo completamente diferente, então a mecânica original tinha que permanecer no centro, mas queríamos introduzir novos recursos para os jogadores se divertirem.

Jens Restemeier em uma entrevista retrospectiva da Rare Gamer
Os detalhes de um remake de Jetpac foram vazados pela primeira vez em uma lista no site do conselho de classificação alemão Unterhaltungssoftware Selbstkontrolle em 6 de fevereiro de 2007. A Rare anunciou oficialmente o desenvolvimento de Jetpac Refuelled posteriormente em 22 de fevereiro.
Em uma entrevista retrospectiva, os designers Jens Restemeier e Nick Burton da Rare se interessaram pelo então próximo Xbox Live Arcade e se ofereceram para desenvolver um novo jogo para o serviço após o lançamento de Kameo e Perfect Dark Zero, ambos da Rare para o Xbox 360. Devido à escala menor do projeto, a equipe tinha total controle criativo e geralmente ficava sozinha durante o desenvolvimento. Em vez de simplesmente portar o título original do ZX Spectrum para o Xbox 360, a equipe de desenvolvimento decidiu expandir Jetpac e experimentar novos elementos. A equipe garantiu manter a mecânica original de Jetpac enquanto projetava novos recursos para o jogo. Restemeier também afirmou que o processo de desenvolvimento de um jogo Xbox Live Arcade difere de um título de varejo, devido às limitações de energia de processamento que precisam ser constantemente sincronizadas no Xbox Live. Burton afirmou que uma das diferenças com o desenvolvimento do serviço Xbox Live foi a maneira como as otimizações mudaram dos gráficos e da lógica do jogo, afirmando que isso era mais difícil do que teria sido para um título do Xbox 360 como Kameo.
Em uma entrevista separada para a revista Next-Gen, Burton afirmou que durante o desenvolvimento inicial de Jetpac Refuelled, a administração principal se manteve totalmente afastada do projeto. Quando a gerência da Rare se permitiu ver o jogo, eles ofereceram aos desenvolvedores "um novo olhar e críticas mais francas". O desenvolvimento posterior ocorreu antes que a gerência visse o jogo novamente, no que foi apelidado de teste de "sala limpa". Jetpac Refuelled, junto com todos os títulos da série Jetman, apareceu na compilação retrospectiva de 30 títulos Raros, Rare Replay (2015) para Xbox One.

## Recepção
Jetpac Refuelled recebeu críticas geralmente favoráveis após o lançamento. Os críticos elogiaram os gráficos atualizados e a jogabilidade viciante, mas criticaram a repetitividade e seu modo multijogador. Recebeu uma pontuação agregada de 72% da GameRankings com base em 16 análises, e uma pontuação média de 73 de 100 no Metacritic, com base em 17 análises. Kristan Reed da Eurogamer elogiou a reforma visual, chamando-o de "sem dúvida a melhor adição" à série. Greg Stewart da GamesRadar rotulou os gráficos atualizados como "alucinantes", preferindo-os ao original, "primitivo". Jeff Gerstmann da GameSpot elogiou os gráficos atualizados como a melhor adição ao jogo, anunciando-os como "nítidos, brilhantes e coloridos" e muito superiores à versão original de 1983. Jonathan Miller da IGN também achou que os gráficos eram o aspecto mais forte, elogiando os efeitos como "vibrantes e coloridos", enquanto chamava a versão do ZX Spectrum de "nostalgicamente ruim". Miller também acrescentou que os visuais atualizados fizeram a experiência parecer "quase 10 vezes a do jogo original".
Reed criticou a repetitividade de Jetpac Refuelled, afirmando que, embora 128 níveis fossem uma boa relação custo-benefício, a jogabilidade era "meramente uma repetição" do que o jogador já havia realizado e que o modo multijogador poderia se tornar "irritante muito rapidamente". Stewart também criticou a repetitividade do jogo e afirmou que sentia que a jogabilidade em geral era "superficial", apesar de admitir que era viciante. Gerstmann também considerou a repetitividade e afirmou que "não havia variedade suficiente", especialmente no modo multijogador. No entanto, Miller elogiou a jogabilidade como "rápida, divertida e viciante", como ele esperava que fosse um jogo no Xbox Live Arcade. Will Freeman, da Video Gamer, notou que o grande número de níveis fazia com que o jogo parecesse repetitivo, mas elogiou a dependência em geral e seu ritmo rápido.